# Роменских, Василий Тихонович
Василий Тихонович Роменских (4 марта 1911 — 8 сентября 1981) — передовик советского сельского хозяйства, Бригадир колхоза «Коммунист» Красногвардейского района Белгородской области, Герой Социалистического Труда (1966).

## Биография
Родился в 1911 году в селе Черменевка, ныне Красногвардейского района Белгородской области в большой многодетной семье крестьянина. Прошёл обучение в начальной школе родного села. В 1929 году одним из первых вступил в колхоз и стал трудиться рядовым колхозником. В 1931 году был избран бригадиром полеводческой бригады.
С 1941 года находился в действующих частях Красной Армии. Участник Великой Отечественной войны. Воевал на Северо-Западном, Волховском и 1-м Прибалтийском фронтах. Был награждён орденом Красной Звезды и боевыми медалями.
Демобилизовавшись из рядов Красной Армии, с 1946 по 1950 годы работал в должности председателя колхоза "Красный путиловец". В 1950 году стал работать бригадиром полеводческой бригады, а затем работал комбайнёром колхоза "Коммунист" Будённовского района Воронежской области, позже Красногвардейского района Белгородской области.
За успехи, достигнутые в увеличении производства и заготовок солнечника, льна, конопли, хмеля и других технических культур, Указом Президиума Верховного Совета СССР от 30 апреля 1966 года Василию Тихоновичу Роменских было присвоено звание Героя Социалистического Труда с вручением ордена Ленина и золотой медали «Серп и Молот».
В дальнейшем продолжал трудовую деятельность. Избирался членом райкома КПСС, был депутатом сельского совета.
Проживал в Красногвардейском районе Белгородской области. Умер 8 сентября 1981 года.

## Награды
За трудовые успехи удостоена:
- золотая звезда «Серп и Молот» (30.04.1966),
- орден Ленина (30.04.1966),
- Орден Красной Звезды
- Орден Знак Почёта (11.03.1958)
- Медаль "За отвагу",
- Медаль «За трудовую доблесть»,
- Медаль "За боевые заслуги",
- Медаль «За оборону Ленинграда»,
- Медаль За победу над Германией в Великой Отечественной войне 1941-1945 гг.,
- Золотая медаль ВДНХ,
- другие медали.